# Francesco Carracci
Francesco Carracci (* 1595 in Bologna; † 3. Juni 1622 in Rom) war ein italienischer Maler und Zeichner.
Francesco Carracci war der Sohn des Giovanni Antonio Carracci und Neffe von Agostino und Annibale Carracci. Er muss schon früh sein Interesse für Kunst gezeigt und ein gewisses Talent besessen haben, denn er wurde schon bald in der Werkstatt des Ludovico Carracci aufgenommen. Hier zeigte es sich dann, dass seine Begabung doch nicht über einige hoffnungsvolle Ansätze hinausreichte. Allerdings berichten die Quellen, dass er ein tüchtiger Zeichner war und dafür einigermaßen geschätzt wurde. Inwieweit diese Beurteilung zutrifft, ist heute schwer einzuschätzen, da ihm nur eine einzige Zeichnung, ein männlicher Akt im Britischen Museum in London, vorbehaltlos zugeschrieben wird.
Francesco scheint ein hitzköpfiger Charakter gewesen zu sein. Belegt sind zahlreiche Auseinandersetzungen mit der Familie. Wegen Unstimmigkeiten zu seinem Lehrer verließ er dessen Werkstatt und siedelte nach Rom über. Dort hoffte er, vom Ruhm seines Namens zu profitieren. Doch dort zeigte sich schnell, dass seine Begabung nicht den Ansprüchen der Auftraggeber entsprach. Nahezu mittellos ist er kurz darauf gestorben.
Nur wenige Werke gelten heute noch als eigenhändig von ihm angefertigt, die meisten davon entstanden in Bologna.

## Werke
- Bologna, Oratorio di San Colombano
  - Gottvater erscheint dem heiligen Franziskus. um 1613 – 1615 (Fresko)
- Bologna, Oratorio di San Rocco
  - Der heilige Rochus in Gefangenschaft wird von einem Engel getröstet. um 1618 (Fresko)
- Bologna, Santa Maria Maggioro
  - Mariae Himmelfahrt. um 1619
- Florenz, Galleria degli Uffizi
  - Selbstbildnis. um 1621